# Haucourt-en-Cambrésis

Haucourt-en-Cambrésis este o comună în departamentul Nord, Franța. În 1 ianuarie 2022 avea o populație de 192 de locuitori.